# Hors-la-loi (Lucky Luke)
Pour les articles homonymes, voir Hors-la-loi (homonymie).
Hors-la-loi est la sixième histoire de la série Lucky Luke par Morris. Elle est publiée pour la première fois en 1951 du no 701 au no 731 du journal Spirou. Puis est publiée dans l'album du même nom en 1954.
Cette histoire se base sur la vie des véritables frères Dalton, un groupe de bandits ayant commis des braquages aux États-Unis entre 1890 et 1892. Elle servira de prétexte, quelques années plus tard, à l'introduction de quatre autres frères Dalton (fictifs ceux-là), censés être leurs cousins, dans l'histoire Les Cousins Dalton.

## Univers

### Synopsis
L'histoire commence par une rapide présentation des quatre frères Dalton : Bob, Grat, Bill et Emmet Dalton. Leur première attaque de banque en 1889 à El Reno (Oklahoma) marque le début de leur carrière criminelle, suivie par une attaque de diligence. La réputation croissante des Dalton inquiète le gouvernement qui envoie Lucky Luke sur place pour les arrêter. 
Chargé d'assurer le transport d'argent dans un train, le cow-boy parvient à déjouer le projet d'attaque des quatre hors-la-loi, qu'il retrouve plus tard dans un saloon de la ville de La Mesa. Ceux-ci cherchent alors à l'intimider par une succession de provocations auxquelles Lucky Luke répond avec malice, avant de les arrêter.
Cependant, les Dalton réussissent à s'évader, au nez et à la barbe des citoyens. Une fois en liberté, ils poursuivent leurs méfaits, mais leur réputation les oblige à rester sur leurs gardes. Ayant retrouvé Lucky Luke dans un saloon de Wichita (Kansas), ils prennent une nouvelle fois la fuite. Constatant qu'ils sont recherchés partout où ils vont, les Dalton tentent de recourir à la chirurgie esthétique pour assurer leur anonymat. Sans succès. 
Croyant s'être débarrassés de Lucky Luke pour de bon, les quatre bandits décident d'attaquer la banque de Coffeyville (Kansas), le 5 octobre 1892 à 9 h. Là, le cow-boy les retrouve et leur tend une embuscade en face de la banque, embuscade qui leur sera fatale, puisqu'ils seront emprisonnés, puis pendus.

### Personnages
- Lucky Luke : héros de l'histoire, il est chargé par le gouvernement d'arrêter les frères Dalton[1].
- Bob Dalton : l’aîné et le plus intelligent des quatre frères[1].
- Grat, Bill et Emmet : les trois autres frères travaillant en équipe avec lui[1].

## Publication

### Revues
L'histoire est parue dans le journal Spirou, du no 701 (20 septembre 1951) au no 731 (17 avril 1952).

### Adaptation
Cet album a été adapté dans la série animée Lucky Luke, diffusée pour la première fois en 1984. Ce sont les cousins Dalton et non les vrais frères Dalton qui sont mis en scène.